# Goyta-Cano
Goyta-Cano é o confronto que envolve o Goytacaz Futebol Clube e o Americano Futebol Clube, ambas equipes da cidade de Campos dos Goytacazes, situada no Estado do Rio de Janeiro, no Brasil, cujo primeiro confronto foi em 1914, em vitória do Goytacaz por 4 a 2.

## História do Goyta-Cano
Este é o maior clássico do futebol do interior do Estado do Rio de Janeiro, cujas equipes se confrontam desde a segunda década do século XX, sendo as maiores ganhadores do Campeonato Campista, o Americano com 27 títulos e o Goytacaz com 20 títulos. Nos campeonatos do antigo Estado do Rio de Janeiro, antes da fusão com o Estado da Guanabara, o Americano foi campeão em 5 ocasiões e o Goytacaz em 5, sendo o de 1978 não declarado oficialmente.
Em Campeonatos Brasileiros, a melhor performance do Goytacaz foi o vice-campeonato da segunda divisão em 1985 e o Americano Campeão do Módulo Azul 1987 e vice-campeão do grupo E do Módulo Amarelo 1986.
O Americano também é um dos clubes que mais disputou o Campeonato Brasileiro Série B, em 20 ocasiões, o clube do Estado do Rio de Janeiro que mais a disputou, sendo que a sua melhor colocação foi o título do então chamado de Módulo Azul em 1987, tendo como destaque também a quarta colocação, por 3 vezes.
Em Campeonato Brasileiro Série A, a melhor colocação do alvinegro Americano foi a 27ª entre 74 participantes, em 1978, já a melhor colocação do alvianil Goytacaz na Série A, foi a 30ª, neste mesmo ano.
Depois de onze anos sem jogarem uma partida oficial, Goytacaz e Americano se reencontraram em fase eliminatória da terceira divisão do Campeonato Brasileiro, em 12 e 15 de outubro de 2003, com discutida classificação do Americano ao final dos embates em que cada clube venceu o jogo em seu estádio por 1 a 0. Os jogadores do Goytacaz reclamaram muito de impedimento no gol assinalado a favor do Americano no segundo jogo, que acabou não terminando e sendo marcado por inúmeros tumultos, com direito a cai-cai de jogadores do Goyta e a classificação do Americano sendo concedida através da justiça desportiva. Em 1920, outros 2 clássicos não terminaram devido há tumultos e em 1929 houve mais um.
Em jogos pelo campeonato do novo Estado do Rio de Janeiro, em confrontos disputados entre 1976 e 1992, o Americano somou 8 vitórias, o Goytacaz 3 e aconteceram 13 empates, sendo que a placar mais dilatado aconteceu em 15 de setembro de 1985,  quando o Goytacaz venceu por 3 a 0.
O clássico que comemorou o centenário do Goyta-Cano foi jogado na cidade de Macaé, por conta do Americano ter negociado o seu estádio e o Goyta se recusar a emprestar o seu para o rival, terminando com vitória do Goyta por 1 a 0.

## Clássicos Goyta-Cano emcampeonatos brasileiros da Série A

### Primeiro clássico Goyta-Cano pelo Campeonato Brasileiro
| 30 de outubro de 1977 | Americano            | 1 – 1 | Goytacaz                    | Estádio Godofredo Cruz, Campos dos Goytacazes-RJ Público: 5.970 pagantes. Renda: Cr$167.000,00. Árbitro: Amauri Ponciano. |
|                       | Elmo 40min 1o tempo' |       | Paulo Marcos 5min 1o tempo' | |

- Americano: Sanches; Marinho, Adilson, Jorge Luís e Valdir; Rubinho(Índio), Luís Carlos e Jaci(Souza); Luís Carlos II, Elmo e Almeida .
- Goytacaz: Augusto; Totonho, Paulo Marcos, Marcos Vinícius e Tita; Ricardo Batata, Wilson Bispo e Coca; Piscina(Chico), Rogério Vescovis e Edu.

### Segundo clássico Goyta-Cano pelo Campeonato Brasileiro
| 26 de março de 1978 | Americano | 0 – 1 | Goytacaz             | Estádio Godofredo Cruz, Campos dos Goytacazes-RJ Público: 4.424 pagantes. Renda: Cr$133.240,00. Árbitro: José Henrique Ribeiro. |
|                     |           |       | Coca 49min 2o tempo' | |

- Americano: Paulo Sérgio; Adilço, Eurico Souza, Marinho e Jorge Luís; Índio, Batata e Jaci(João Carlos); Souza(Luís Carlos II), Osvaldinho e Dario.
- Goytacaz: Augusto; Totonho, Paulo Marcos, Folha e Tita;  Wilson Bispo, Coca e Manuel;  Chico Maravilha, Edu(Ronaldo) e Silvinho(Piscina).

## Jogos históricos

### Inauguração do Estádio Ary de Oliveira e Souza
| 9 de janeiro de 1938 | Goytacaz                                            | 3 – 1 | Americano      | Estádio Ary de Oliveira e Souza, Campos dos Goytacazes-RJ Árbitro: Luiz Nunes |
|                      | Titio 1o tempo' · Pery 2o tempo' · Renato 2o tempo' |       | Poly 1o tempo' |                                                                               |

- Goytacaz: Thiers, Gentil e Capeta; Nelson(Milton), Alcides e Calombinho; Violeta, Renato, Titio, Pery e Amaro.
- Americano: Lety; 27 e Degas; Cricri(Galego), Alicio e Neto; Poly, Amaro, Peixoto(Bromil), Waldyr  e Dumas.

### Decisão do Campeonato Campista de 1975. Americano conquista o eneacampeonato campista
| 17 de fevereiro de 1976 | Americano                     | 1 – 0 | Goytacaz | Estádio Godofredo Cruz, Campos dos Goytacazes-RJ Público: 8.125 pagantes Renda: Cr$115.055,00 Árbitro: José Roberto Wright. |
|                         | Paulo Roberto 40min 2o tempo' |       |          | |

- Americano: Dorival; Nei Dias, Luisinho, Luís Alberto e Capetinha; Ico, Russo e Rangel; Luís Carlos, Dionísio e Paulo Roberto
- Goytacaz: Miguel; Totonho, Paulo Marcos, Nad e Júlio César; Ricardo Batata, Wílson Bispo e Naldo (Pontixeli); Piscina, Tuquinha e Chico

### Primeiro clássico Goyta-Cano pelo Campeonato Carioca
| 28 de março de 1976 | Goytacaz          | 1 – 1 | Americano          | Estádio Godofredo Cruz, Campos dos Goytacazes-RJ Público: 3.485 pagantes. Árbitro: Luís Carlos Félix. |
|                     | Zé Neto 1o tempo' |       | Dionísio 1o tempo' | |

- Goytacaz: Miguel; Tita, Paulo Marcos, Marcolino e Batista; Ricardo Batata, Wilson Bispo e Piscina(Valmir); Tuquinha(Carnaval), Quico e Zé Neto.
- Americano: Dorival (Castilho); Alberico, Luisinho, Luis Alberto e Danilo; Gerson (Ruço), Manuel (Ico) e Luís Carlos; Dionísio, Rangel e Paulo Roberto.

### Semi-final do Campeonato Carioca Série B1 de 2017. Goytacaz conquista o acesso a Primeira divisão do Campeonato Carioca
| 16 de setembro de 2017 | Americano | 0 – 1 | Goytacaz                 | Estádio Eduardo Guinle, Nova Friburgo-RJ Público: 1.318 torcedores Renda: R$26.040,00 Árbitro: Wagner do Nascimento Magalhães. |
|                        |           |       | Luquinha 44min 2o tempo' | |

- Americano: Adilson; Wander, Thiago, Espinho e Rafinha; Abuda, Flavio, Geovani(Daniel) e Paulo Roberto(Nunu); Jairo(Romário) e Carlos André
- Goytacaz: Paulo Henrique; Tenente, Cleiton, Edson(Lucas) e Almir; Jefinho(Luquinha), João Vitor, Galhardo e Leandro Cruz(Pierre); Luan e Rodriguinho

## Confrontos entre Goytacaz e Americano
- Data: Placar _ Competição _ Local
  - Algumas fichas técnicas

- 1914:	Goytacaz	4	x	2	Americano	_	Campeonato Campista	_	Sem registro. (1)
- 1914:	Goytacaz	0	x	4	Americano	_	Amistoso	_	Sem registro. (1)
- 03/05/1915:	Goytacaz	2	x	0	Americano	_	Campeonato Campista	_	Sem registro.(2)
- 1915:	Goytacaz	1	x	5	Americano	_	Campeonato Campista	_	Sem registro. (1)
- 1919:	Goytacaz	3	x	4	Americano	_	Campeonato Campista	_	Sem registro. (1)
- 1919:	Goytacaz	2	x	1	Americano	_	Campeonato Campista	_	Sem registro. (1)
- 07/11/1920:	Goytacaz	2	x	1	Americano	_	Campeonato Campista	_	Rua do Gás na Lapa.(2)
- 20/03/1921:  Goytacaz 2 x 2 Americano _ Campeonato Campista _ Sem registro.(2)
- 08/05/1921:	Goytacaz	3	x	2	Americano	_	Campeonato Campista	_	Rua do Gás na Lapa..(2)
  - Goytacaz: David, Luiz, Alvarenga, Vicente, Malvino, Carneiro, Pires, Cobian, Bibino, Gradin e Arthur.
  - Americano: Cleveland, Baptista, Cléobulo, Antoninho, Zeca, Zurlinden, Lula, Hugo, Marzullo, Mário e Luiz.
  - Gols: Lula, Luiz, Pires, Antoninho e Pires.
  - Juiz: ´Mário do Espirito Santo.
- 21/08/1921:	Goytacaz	0	x	1	Americano	_	Campeonato Campista	_	Sem registro.(2)
- 19/03/1922:	Goytacaz	0	x	1	Americano	_	Campeonato Campista	_	Rua do Gás na Lapa.(2)
  - Americano: Cleveland, Baptista, Cléobulo, Percy, Hugo, Zurlinden, Demerval, Lalá, Antoninho, Mario e Pamplona.
  - Goytacaz: David, Luiz, Alvarenga, Vicente, Malvino, Carneiro, Pires, Cobian, Ribeiro, Gradin e Álvaro.
  - Gol: Mário.
  - Juiz: Antônio Augusto de Almeida.
- 09/04/1922:	Goytacaz	1	x	0	Americano	_	Campeonato Campista	_	Sem registro.(2)
  - Goytacaz: Theotonio; Luiz e Alvarenga; Vicente, Malvino e Carneiro; Pires Cobian, Ribeiro, Gradim e Arthur.
  - Americano: Cleveland; Baptista e Soda; Antoninho, Hugo e Zurlinden; Demerval, Newton, Marzullo, Mário, e Reginaldo.
  - Gol: Ribeiro.
- 13/04/1922: Goytacaz 2 x 1 Americano _  Amistoso _ Sem registro.(2)
- 07/05/1922:	Goytacaz	1	x	1	Americano	_	Campeonato Campista	_	Sem registro.(2)
  - Esta partida não chegou ao fim, devido conflito generalizado, após o juiz José Piffer marcar um pênalti contra o Goytacaz.
- 13/05/1922:	Goytacaz	2	x	1	Americano	_	Amistoso	_	Sem registro.(2)
- 13/05/1923:	Goytacaz	1	x	1	Americano	_	Campeonato Campista	_	Rua São Bento.(2)
  - Goytacaz: David; Luiz e Alvarenga; Vicente, Malvino e Carneiro; Peres, Cobian, Ribeiro, Antônio e Amaro.
  - Americano: Cleveland; Soda e Demerval; Hugo, Ernesto e Zurlinden; Newton, Antoninho, Marzullo, Mário e Reginaldo.
  - Gols: Amaro e Antoninho.
  - Juiz: Carneiro Quiteli.
- 05/08/1923:	Goytacaz	3	x	0	Americano	_	Campeonato Campista	_	Rua do Gás na Lapa.(2)
  - Americano: Cleveland; Soda e Demerval; Hugo, Zequinha e Manhães; Newton, Antoninho, Marzullo, Mário e Luiz.
  - Goytacaz: David; Luiz e Alvarenga; Vicente, Malvino e Carneiro; Pires, Cobian, Bibino, Antônio e Amaro.
  - Gols: Amaro e Cobian(2).
  - Juiz: Zaqueu Ferreira.
- 12/10/1923:	Goytacaz	3	x	3	Americano	_	Campeonato Campista	_	Rua do Gás na Lapa.(2)
  - Goytacaz: David; Luiz e Alvarenga; Vicente, Malvino e Carneiro; Pires, Cobian, Bibino, Antônio e Amaro.
  - Americano: Cleveland; Soda e Baptista; Demerval, Zequinha e Zurlinden; Newton, China, Marzullo, Mário e Lula.
  - Gols: Marzullo, China, Mário, Antônio e Cobian(2).
- 30/11/1924: Goytacaz 3 x 5 Americano _ Campeonato Campista _ Sem registro.(2)
- 06/12/1925:	Goytacaz	2	x	4	Americano	_	Campeonato Campista	_	Sem registro.(2)
  - Com este resultado, o Americano conquistou o Campeonato Campista de 1925.
- 06/08/1926:	Goytacaz	3	x	1	Americano	_	Amistoso	_	Sem registro.(2)
- 1926:	Goytacaz	2	x	2	Americano	_	Campeonato Campista	_	Sem registro. (1)
- 28/11/1926:	Goytacaz	2	x	3	Americano	_	Amistoso	_	Sem registro.(2)
  - Goytacaz: Eiras, Moreira, Lili, Nilo, Gentil, Capetinha, Pires, Nelson, Mineiro, Cobian e Mulato.
  - Americano: Cleveland, Demerval, Peixoto, Cecê, Zeca, Zurlinden, Poly, Ary, Bibino, Lula e Alberto.
  - Juiz: Nelson Bahiense.
- 1926:	Goytacaz	2	x	1	Americano	_	Campeonato Campista	_	Sem registro. (1)
  - Com este resultado, o Goytacaz conquistou o Campeonato Campista de 1926.
- 13/04/1930:	Goytacaz	0	x	0	Americano	_	Campeonato Campista	_	Sem registro.(2)
  - Americano: Nagib, Jarbas, Celso, Juca, Helio, Ninico, Cri-Cri, Alberto, Poly, Nero e Chiquito.
  - Goytacaz: Enéas, Monteiro, Capeta, Nilo, Dulcino, Mendes, Tués, Cobian, Ribeiro, Manoel e Canhoto.
  - Juiz: Francisco Ribeiro.
- 1930:	Goytacaz	0	x	1	Americano	_	Campeonato Campista	_	Sem registro. (1)
- 14/12/1931:	Goytacaz	1	x	2	Americano	_	Campeonato Campista	_	Sem registro.(2)
  - Goytacaz: Eiras, Luiz e Ary; Amor, Joaquim e Miúdo; Pires, Lessa, Russo, Amaro e Canhoto.
  - Americano: Nagib, Soda e Hélio; Gil, Alicio e Oswaldo(Lula); Saulo, Cricri, Poly, Nero e Dumas.
  - Gols: Poly, Amaro e Poly.
- 13/05/1933: Goytacaz 1 x 1 Americano _ Campeonato Campista _ Sem registro.(2)
  - Gols: Amaro e Antoninho.
- 19/08/1933:	Goytacaz	1	x	0	Americano	_	Campeonato Campista	_	Rua do Gás na Lapa.(2)
  - Goytacaz: Tanamoio; Darcileu e Capeta; Miúdo, Mascotte e Violeta; Pires, Calombinho, Pyjama, Manoelzinho e Amaro.
  - Americano: Nagib, Jarbas e Hélio; Barraquinha, Alicio e Amor; Alvinho, Poly, Tião, Nero e Chiquito.
  - Gol: Manoelzinho.
  - Juiz: Braga.
- 02/12/1933:	Goytacaz	2	x	1	Americano	_	Campeonato Campista	_	Rua São Bento.(2)
  - Americano: Cleveland, Jarbas, Hélio, Amor, Jorge, Barriquinha, Carvalho Leite, Poly, Nero, Bidê e Gordo(Alvinho).
  - Goytacaz: Fernando, Capeta, Darcileu, Violeta, Dulcino, Miudo, Celso, Olegário, Manoel. Amaro e Canhoto.
  - Gols: Amaro, Olegário
  - Juiz: A. Lessa.
  - Com este resultado, o Goytacaz conquistou o Campeonato Campista de 1933.
- 04/03/1934:	Goytacaz	4	x	2	Americano	_	Amistoso	_	Sem registro.(2)
- 1934:	Goytacaz	0	x	1	Americano	_	Campeonato Campista	_	Sem registro. (1)
- 05/08/1934:	Goytacaz	0	x	0	Americano	_	Campeonato Campista	_	Rua do Gás na Lapa.(2)
- 18/11/1934:	Goytacaz	1	x	4	Americano	_	Campeonato Campista	_	Rua São Bento.(2)
  - Americano: Nagib; Orcine e Hélio; Amor, Jorge e Alicio; Lulu, Cid, Polar, Ramos e Biê.
  - Goytacaz: Cabrito; Chiquito e Capeta; Violeta, João e Miúdo; Pires, Mané, Titio, Amaro e Chiquito.
  - Gols: Polar, Ramos, Polar, Titio e Polar.
  - Juiz: Alcides.
- 02/02/1935:	Goytacaz	1	x	0	Americano	_	Campeonato Campista	_	Rua do Gás na Lapa.(2)
- 17/03/1935:	Goytacaz	1	x	1	Americano	_	Campeonato Campista	_	Sem registro.(2)
  - Este jogo não chegou ao fim devido tumulto generalizado após gol de empate do Goytacaz.
- 27/07/1935:	Goytacaz	2	x	0	Americano	_	Campeonato Campista	_	Sem registro.(2)
  - Goytacaz: Cabrito, Chiquito e Capeta; Bolo de Ouro, Mascote e Calombinho; Bajara, Titio, Manoelzinho, Amaro e Canhoto.
  - Americano: Amaro; Degas e Elias; Amos, Jorge e Alicio; Waldir, Cid, Poly, Polar e Chiquito.
  - Gols: Manoelzinho e Canhoto.
  - Juiz: Mário Martins.
- 27/10/1935:	Goytacaz	1	x	1	Americano	_	Amistoso	_	Rua São Bento.(2)
- 20/01/1936:	Goytacaz	1	x	3	Americano	_	Campeonato Campista	_	Rua São Bento.(2)
  - Americano: Nagib; Degas e Jarbas; Amor, Jorge e Juquinha; Waldyr, Poly, Polar, Coquinho e Pery.
  - Goytacaz: Cabrito; Chiquito e Capeta; Violeta, Luiz e Otílio; Vavá, Manoelzinho, Titio, Celso e Amaro.
  - Gols: Polar(2), Poly e Titio.
  - Juiz: Herval.
  - Com este resultado, o Americano conquistou o Campeonato Campista de 1935.
- 11/06/1936:	Goytacaz	1	x	1	Americano	_	Campeonato Campista	_	Rua São Bento.(2)
  - Americano: Gallego; Fausto e Degas; Juquinha, Jorge e Alício; Lulu, Valdir, Cri-Cri, Polar e Peri.
  - Goytacaz: Fammay; Chiquito e Capeta(Milton); Violeta, Bolo de Ouro e Attíllio; Vavá, Joãozinho, Titio, Olympio e Amaro.
  - Gols: Amaro e Cri-Cri.
  - Juiz: Benedicto Paixão.
- 05/09/1936:	Goytacaz	1	x	1	Americano	_	Amistoso	_	Rua São Bento.(2)
- 08/10/1936:	Goytacaz	4	x	3	Americano	_	Campeonato Campista	_	Campo do Industrial.(2)
- 15/02/1937:	Goytacaz	1	x	2	Americano	_	Campeonato Campista	_	Sem registro.(2)
- 07/11/1937:	Goytacaz	0	x	0	Americano	_	Campeonato Campista	_	Sem registro.(2)
- 09/01/1938:	Goytacaz	3	x	1	Americano	_	Amistoso	_	Ary de Oliveira e Souza.(2)
  - Goytacaz: Thiers, Gentil e Capeta; Nelson(Milton), Alcides e Calombinho; Violeta, Renato, Titio, Pery e Amaro.
  - Americano: Lety; 27 e Degas; Cricri(Galego), Alicio e Neto; Poly, Amaro, Peixoto(Bromil), Waldyr  e Dumas.
  - Gols: Poly, Titio, Pery e Renato.
  - Juiz: Luiz Nunes.
  - Este foi o jogo de inauguração do Estádio da Cidade, atual Ary de Oliveira e Souza.
- 31/05/1938:	Goytacaz	1	x	2	Americano	_	Amistoso	_	Sem registro.(2)
- 24/08/1938:	Goytacaz	2	x	2	Americano	_	Campeonato Campista	_	Sem registro.(2)
- 03/11/1938: Goytacaz 4 x3 Americano _ Campeonato Campista _ Sem registro.(2)
- 11/03/1939:	Goytacaz	1	x	2	Americano	_	Amistoso	_	Sem registro.(2)
- 18/06/1939:	Goytacaz	2	x	1	Americano	_	Campeonato Campista	_	Sem registro.(2)
- 16/11/1939:	Goytacaz	1	x	1	Americano	_	Campeonato Campista	_	Campo do Industrial.(2)
  - Com este resultado, o Americano conquistou o Campeonato Campista de 1939.
- 04/08/1940:	Goytacaz	1	x	2	Americano	_	Campeonato Campista	_	Sem registro.(2)
- 03/11/1940:	Goytacaz	4	x	1	Americano	_	Campeonato Campista	_	Ary de Oliveira e Souza.(2)
  - Gols: Titio(3), Tom Mix e Lima.
  - Juiz: Jorge Teixeira.
  - Com este resultado, o Goytacaz conquistou o Campeonato Campista de 1940.
- 18/01/1941:	Goytacaz	2	x	4	Americano	_	Amistoso	_	Rua São Bento.(2)
- 1941:	Goytacaz	3	x	1	Americano	_	Campeonato Campista	_	Sem registro. (1)
- 1941:	Goytacaz	3	x	3	Americano	_	Campeonato Campista	_	Sem registro. (1)
- 05/07/1942:	Goytacaz	5	x	4	Americano	_	Campeonato Campista	_	Rua São Bento.(2)
  - Americano: Laert; Degas e Eduardo; Ruy, Cri-Cri e Hélio; Lima, Moraes, Jacy, Dirceu e Boneco.
  - Goytacaz: Buláu; Catosca e Sebastião; Calombinho, Negrilhão e Salvador; Vavá, Geraldo, Amaro, Rebolinho e Tipinha.
  - Gols: Jacy, Geraldo, Rebolinho, Jacy, Amaro(3), Jacy e Ruy.
  - Juiz: Dulcino Cunha.
- 28/09/1942:	Goytacaz	1	x	2	Americano	_	Campeonato Campista	_	Ary de Oliveira e Souza.(2)
- 27/10/1942: Goytacaz 0 x 1 Americano _ Campeonato Campista _ Ary de Oliveira e Souza.(2)
- 06/12/1942:	Goytacaz	2	x	1	Americano	_	Campeonato Campista	_	Sem registro.(2)
  - Com este resultado, o Goytacaz conquistou o Campeonato Campista de 1942.
- 25/04/1943:	Goytacaz	6	x	0	Americano	_	Campeonato Campista	_	Ary de Oliveira e Souza.(2)
  - Goytacaz: Thiers, Catosca e Machado; Heraldo, Calombinho e Salvador; Boia, Cesar, Amaro, Valdir e Cliveraldo.
  - Americano: Milton, Degas e Hélio; Nelson, Baiano e Alfredo; Morais, Raul, Antônio, Celsinho(Moraes) e Dumas.
  - Gols: Amaro(2), Boia, Amaro(2) e Valdir.
  - Juiz: Antônio Braga.
- 04/07/1943:	Goytacaz	2	x	2	Americano	_	Campeonato Campista	_	Sem registro.(2)
- 05/01/1944:	Goytacaz	3	x	2	Americano	_	Campeonato Campista	_	Sem registro.(2)
  - Gols: Orivaldo, Amaro, Rebolinho, Jair e Morais.
  - Juiz: Mario Viana.
  - Com este resultado o Goytacaz conquistou o Campeonato Campista de 1943.
- 05/07/1944:	Goytacaz	4	x	1	Americano	_	Campeonato Campista	_	Sem registro.(2)
  - Gols: Amaro(2), Rebolinho, Cliveraldo e Batucada.
  - Juiz: Polycarpo Ribeiro.
- 10/12/1944:	Goytacaz	1	x	1	Americano	_	Campeonato Campista	_	Sem registro.(2)
  - Americano: Milton; Luiz e Pegas; Alfredo, Cirui e Chico; Poly, Niol, Vaguinho, Moraes e Batucada.
  - Goytacaz: Gildo; Cachola e Machado; Eraldo, Geraldo e Rui; Vavá, Cezar, Amaro, Rebolo e Cliveraldo.
  - Juiz: Guilherme Gomes.
- 16/07/1945:	Goytacaz	1	x	1	Americano	_	Campeonato Campista	_	Sem registro.(2)
- 1945:	Goytacaz	5	x	1	Americano	_	Campeonato Campista	_	Sem registro. (1)
- 16/12/1945:	Goytacaz	2	x	0	Americano	_	Campeonato Campista	_	Sem registro.(2)
- 23/12/1945:	Goytacaz	3	x	3	Americano	_	Campeonato Campista	_	Sem registro.(2)
- 06/01/1946:	Goytacaz	1	x	1	Americano	_	Campeonato Campista	_	Campo do União de Queimados.(2)
  - Com este resultado, o Goytacaz conquistou o Campeonato Campista de 1945.
- 1946:	Goytacaz	4	x	3	Americano	_	Campeonato Campista	_	Sem registro. (1)
- 18/08/1946:	Goytacaz	2	x	3	Americano	_	Campeonato Campista	_	Rua São Bento.(2)
  - Americano: Nilton; Manoelzinho e Batucada; Alfredo, J. Alves e Hugo; Heitor, Maneco, Orlando, Adir e Sali.
  - Goytacaz: Pernambuco; Catosca e Machado; Rui, Evaldo e Canelinha; Antoninho, César, Amaro, Sant’Anna e Cliveraldo.
  - Gols: Adir(2), Heitor, Sant’Anna e Cliveraldo.
  - Juiz: Benedito Pereira.
- 20/07/1947:	Goytacaz	1	x	1	Americano	_	Campeonato Campista	_	Sem registro.(2)
- 05/10/1947: Goytacaz 0 x 2 Americano _  Campeonato Campista _ Sem registro.(2)
- 09/11/1947:	Goytacaz	0	x	3	Americano	_	Campeonato Campista	_	Sem registro.(2)
- 20/06/1948:	Goytacaz	2	x	0	Americano	_	Campeonato Campista	_	Sem registro.(2)
- 10/10/1948:	Goytacaz	4	x	3	Americano	_	Campeonato Campista	_	Rua São Bento.(2)
  - Juiz: Pedro Paulo Pereira.
  - Gols: Barcely, Cesar, Orlando, Cesar, Edinho e Aroldo(2).
  - Renda: Cr$18.447,00.
- 07/08/1949:	Goytacaz	1	x	3	Americano	_	Campeonato Campista	_	Ary de Oliveira e Souza.(2)
  - Goytacaz: Neilton; Edinho e Zezé; Tarceli, Geraldo, Rubinho, Antoninho, César, Fernando, Rebolinho e Sant’Anna.
  - Americano: Alcides, Silnor e Batucada; Votinha, Roxo, Ovilso, Maneco, Haroldo, Orlando, Cliveraldo e Artur.
  - Juiz: Pedro Paulo Pereira.
- 16/04/1950:	Goytacaz	2	x	1	Americano	_	Amistoso	_	Ary de Oliveira e Souza.(2)
- 10/09/1950:	Goytacaz	1	x	2	Americano	_	Campeonato Campista	_	Sem registro.(2)
- 03/01/1951: Goytacaz 2 x 3 Americano  _  Campeonato Campista  _  Sem registro.(2)
  - Com este resultado Americano conquistou o Campeonato Campista de 1950.
- 04/11/1951:	Goytacaz	1	x	1	Americano	_	Campeonato Campista	_	Sem registro
- 1951:	Goytacaz	2	x	2	Americano	_	Campeonato Campista	_	Sem registro. (1)
- 25/05/1952: Goytacaz 2 x 6 Americano _ Campeonato Campista _ Sem registro.(2)
- 19/11/1952:	Goytacaz	2	x	2	Americano	_	Campeonato Campista	_	Sem registro.(2)
- 23/08/1953:	Goytacaz	2	x	0	Americano	_	Campeonato Campista	_	Sem registro.(2)
- 1953:	Goytacaz	2	x	2	Americano	_	Campeonato Campista	_	Sem registro. (1)
- 03/11/1954:		Goytacaz		0	x	1 Americano _ Campeonato Campista _ Godofredo Cruz.(2)
  - Americano: Alcides; Naíme e Milton; Negret, Ramos e Euclides; Célio, China, Fernando, Artur e Roberto.
  - Goytacaz: Veilton; Oriovaldo e Gerson; Valdo, Geraldo e Rubinho; Dodô, Lucas, Ovilson, Roberto e Jorginho.
  - Gol: Ramos.
  - Juiz: José Carlos Pinheiro.
- 30/01/1955:	Goytacaz	0	x	2	Americano	_	Campeonato Campista	_	Sem registro.(2)
  - Americano: Alcides; Nahime e Marreca; Mário, J. Ramos e Elclides; Célio, Dedé, China, Artur e Roberto.
  - Goytacaz: Neilton; Ezinho e Gerson; Batista, Enéias e Rubinho; J. Rangel, Lucas, Dodô, Odilson e Jorginho.
  - Gols: Gerson(contra) e Dedé.
  - Juiz: José Carlos Pinheiro.
  - Renda: Cr$ 17.745,00.
- 24/07/1955:	Goytacaz	2	x	0	Americano	_	Campeonato Campista	_	Godofredo Cruz.(2)
- 27/11/1955:	Goytacaz	2	x	0	Americano	_	Campeonato Campista	_	Ary de Oliveira e Souza.(2)
  - Com este resultado, o Goytacaz conquistou o Campeonato Campista de 1955.
- 08/04/1956:	Goytacaz	2	x	1	Americano	_	Campeonato Fluminense	_	Ary de Oliveira e Souza.(2)
  - Goytacaz: Rodoval; Orioval e Gerson; Enéas, Geraldo e Rubinho; Sardinha, Gutemberg. Jarbas, Manoel Lucas e Jorginho.
  - Americano: Alcides; J. Ramos e Nahime; Marreca, Ronaldo e Nilton; China, Maneco, J. Costa, Arthur e Roberto.
  - Gols: Manuel Lucas, J. Costa e Sardinha.
  - Juiz: Alcides Silva.
- 18/05/1956:	Goytacaz	0	x	0	Americano	_	Campeonato Fluminense	_	Godofredo Cruz.(2)
  - Americano: Alcides; Jorge Ramos e Nahime; Mário, Marreca e Cidonho; China, Geraldo, Maneco, Arthur e Dedé.
  - Goytacaz: Rodoval; Arioval e Gerson; Waldo, Eraldo e Rubinho; Sardinha, Gutemberg, Jarbas, Manoel Lucas e Jorginho.
  - Juiz: Rui Campos.
- 13/01/1957:	Goytacaz	1	x	1	Americano	_	Campeonato Campista	_	Sem registro.(2)
- 18/08/1957:	Goytacaz	1	x	1	Americano	_	Campeonato Campista	_	Sem registro.(2)
- 1957:	Goytacaz	2	x	3	Americano	_	Campeonato Campista	_	Sem registro. (1)
- 30/11/1958:	Goytacaz	2	x	2	Americano	_	Campeonato Campista	_	Sem registro.(2)
- 1959:	Goytacaz	1	x	0	Americano	_	Campeonato Campista	_	Sem registro. (1)
- 1959:	Goytacaz		0	x	3	Americano	_ Campeonato Campista	_	Sem registro. (1)
- 21/02/1960:	Goytacaz	1	x	1	Americano	_	Campeonato Campista	_	Ary de Oliveira e Souza.(2)
- 1960:	Goytacaz		0	x	1		Americano	_	Campeonato Campista	_	Sem registro. (1)
- 1960:	Goytacaz		1	x	1		Americano	_	Campeonato Campista	_	Sem registro. (1)
- 1960:	Goytacaz		1	x	0		Americano	_	Campeonato Campista	_	Sem registro. (1)
- 1960:	Goytacaz	2	x	3	Americano	_	Campeonato Campista	_	Sem registro. (1)
- 1960:	Goytacaz	3	x	1	Americano	_	Campeonato Campista	_	Sem registro. (1)
- 1963:	Goytacaz	1	x	2	Americano	_	Campeonato Campista	_	Sem registro. (1)
- 1963:	Goytacaz	3	x	1	Americano	_	Campeonato Campista	_	Sem registro. (1)
- 1963:	Goytacaz	0	x	1	Americano	_	Campeonato Campista	_	Sem registro. (1)
- 1963:	Goytacaz	0	x	1	Americano	_	Campeonato Campista	_	Sem registro. (1)
- 1963:	Goytacaz	0	x	1	Americano	_	Campeonato Campista	_	Sem registro. (1)
- 21/02/1964: Goytacaz 1 x 1 Americano _ Campeonato Campista _ Sem registro.(2)
- 28/02/1964:	Goytacaz	2	x	0	Americano	_	Campeonato Campista	_	Ary de Oliveira e Souza.(2)
- 15/04/1964:	Goytacaz	2	x	1	Americano	_	Campeonato Campista	_	Sem registro.(2)
- 1964:	Goytacaz	1	x	1	Americano	_	Campeonato Campista	_	Sem registro. (1)
- 1964:	Goytacaz	1	x	1	Americano	_	Campeonato Campista	_	Sem registro. (1)
- 1965:	Goytacaz	1	x	2	Americano	_	Campeonato Campista	_	Sem registro. (1)
- 1965:		Goytacaz	1	x	2	Americano	_	Campeonato Campista	_	Sem registro. (1)
- 23/12/1966:	Goytacaz	3	x	1	Americano	_	Campeonato Campista	_	Sem registro. (2)
  - Gols: Manoel, Carlos Augusto e Maurício para o Goytacaz; Berlito(contra) e Gilberto para o Americano.
  - Juiz: Edivaldo Nogueira.
  - Renda: Cr$ 1.180.000,00.
- 1966:	Goytacaz	3	x	2	Americano	_	Campeonato Campista	_	Sem registro. (1)
- 23/12/1966:	Goytacaz	3	x	2	Americano	_	Campeonato Campista	_	Sem registro. (1)
- 18/02/1967:	Goytacaz	1	x	6	Americano	_	Campeonato Campista	_	Sem registro. (1)
- 07/03/1967:	Goytacaz	2	x	1	Americano	_	Campeonato Campista	_	Ary de Oliveira e Souza.(2)
  - Gols: Carlos Augusto, Calazans e Nilton Barreto.
  - Juiz: Edevaldo Nogueira Rodrigues.
  - Público: 4.021 torcedores.
  - Renda: Cr$ 3.861.000,00.
- 17/03/1967:	Goytacaz	1	x	1	Americano	_	Campeonato Campista	_	Ary de Oliveira e Souza.(2)
  - Americano: Dias; Budica, Zé Henrique, Marlindo e Zé Alcino; Gilberto e Adalberto; Joélio, Calazans, Gessi e Paulo Roberto.
  - Goytacaz: Rodoval; Berlito, Pereira, Ronaldo e Pipiu; Manenel e Dudu; Maurício, Chico, Carlos Augusto e Nilton Barreto.
  - Gols: Gessy e Carlos Augusto.
  - Juiz: Oswaldo Gomes.
  - Renda: NCr$ 6.791,00.
  - Com este resultado, o Goytacaz conquistou o Campeonato Campista de 1966.
- 1967:	Goytacaz	1	x	1	Americano	_	Campeonato Campista	_	Sem registro. (1)
- 1967:	Goytacaz	1	x	1	Americano	_	Campeonato Campista	_	Sem registro. (1)
- 1967:	Goytacaz	1	x	0	Americano	_	Campeonato Campista	_	Sem registro. (1)
- 1967:	Goytacaz	4	x	3	Americano	_	Campeonato Campista	_	Sem registro. (1)
- 1967:	Goytacaz	1	x	2	Americano	_	Campeonato Campista	_	Sem registro. (1)
- 1967:	Goytacaz	0	x	1	Americano	_	Campeonato Campista	_	Sem registro. (1)
- 16/02/1968:	Goytacaz	1	x	2	Americano	_	Campeonato Campista	_	Ary de Oliveira e Souza.(2)
  - Com este resultado, o Americano conquistou o Campeonato Campista de 1967.
- 26/05/1968: Goytacaz 3 x 1 Americano _ Campeonato Fluminense _ Sem registro.(2)
- 1968:	Goytacaz	2	x	4	Americano	_	Campeonato Campista	_	Sem registro. (1)
- 1968:	Goytacaz	1	x	3	Americano	_	Campeonato Campista	_	Sem registro. (1)
- 14/03/1969:  Goytacaz 2 x 1 Americano _ Taça Cidade de Campos _ Ary de Oliveira e Souza.(2)
- 08/04/1969:	Goytacaz	0	x	1	Americano	_	Taça Cidade de Campos	_	Sem registro.(2)
  - Americano: Haroldo; Cachola, Zé Henriques, Marlindo e Joaquim; Waltinho e Cesar; Geraldo Braz(Cidinho), Élio Trigo, Osmar(Jarbas) e Paulo Roberto.
  - Goytacaz: Moacir; Sérgio, Pereira, Ronaldo e Pipiu; Nei e Dudu; Maurício(Paulinho), Corrêa, Carlos Augusto(Chico) e Nilton Barreto.
  - Gol: Jarbas.
  - Juiz: José Carlos Pinheiro.
  - Renda: NCr$ 3.713,00.
- 22/05/1969:	Goytacaz	3	x	1	Americano	_	Amistoso	_	Sem registro.(2)
  - Americano: Barbosinha; Cachola, Cacau(Saul), Marlindo e Joaquim; Waltinho(Fidélis), Cesar e Adalberto; Cidinho(Carlinhos), Osmar e Paulo Roberto.
  - Goytacaz: Moacir; Sérginho(Paulo Sérgio), Ivaldo, Ronaldo e Ipojucan; Gaguinho(Nei depois Joceir), Vicente e Nilton Barreto; Maurício(Helinho), Corrêa(Carlos Augusto) e Chico.
  - Gols: Corrêa, Osmar e Nilton Barreto(2).
  - Juiz: José Carlos Pinheiro.
- 15/06/1969: Goytacaz 3 x 1 Americano _ Campeonato Fluminense _ Godofredo Cruz.(2)
  - Goytacaz: Moacir; Serginho, Pereira, Paulo Tarcisio e Ronaldo; Ipojucan e Ricardo; Helinho, Corrêa(Dudu), Chico e Nilton Barreto.
  - Americano: Haroldo; Cachola, Zé Henrique, Marlindo e Joaquim; César e Adalberto; Carlinhos, Osmar(Geraldo Braz), Waltinho(Jarbas) e Paulo Roberto.
  - Gols: Ricardo(2), Nilton Barreto e Adalberto.
- 06/07/1969: Goytacaz 0 x 0 Americano _ Campeonato Fluminense _ Godofredo Cruz.(2)
  - Americano: Haroldo; Cachola, Marlindo e Joaquim; César e Adalberto; Cidinho(Carlinhos), Geraldo Braz(Serginho) e Paulo Roberto.
  - Goytacaz: Moacir; Sérgio,(Ipojucan), Pereira, Paulo Tarcisio e Ronaldo; Nei e Ricardo; Maurício(Correa), Dudu, Chico e Nilton Barreto.
  - Juiz: Roberto Costa.
  - Renda: NCr$ 3.250,00.
- 17/08/1969:	Goytacaz	0	x	1	Americano	_	Campeonato Campista	_	Godofredo Cruz.(2)
- 08/10/1969:	Goytacaz	1	x	0	Americano	_	Campeonato Campista	_	Ary de Oliveira e Souza.(2)
  - Americano: Haroldo; Cacau, Carlinhos, Marlindo e Saul; Juarez, Cesar e Carlinhos Gomes; Osmar, Élio Trigo e Fidélis(Paulo Roberto).
  - Goytacaz: Moacir; Sérginho, Pereira, Ronaldo e Ipojucan; Nei e Ricardo; Maurício(Helinho), Chico, Corrêa e Joceir.
  - Gol: Joceir.
  - Juiz: José Carlos Pinheiro.
  - Renda: NCr$ 935,00.
  - Mesmo com a derrota, o Americano conquistou o Campeonato Campista de 1969.
- 03/02/1970:	Goytacaz	2	x	3	Americano	_	Taça Cidade de Campos	_	Ary de Oliveira e Souza.(2)
  - Americano: Barbosa; Cachola, Zé Henriques, Marlindo e Joaquim; Adalberto e César; Cidinho(Waltinho), Osmar, Élio Trigo e Paulo Roberto.
  - Goytacaz: Jorge(Serrinha); Paulo Sérgio, Pereira, Paulo Tarcísio e Ipojucan; Néo e Vicente(Carlos Roberto); Chico Branco, Carlos Augusto, Melosa e Joceir.
  - Gol: Élio Trigo, Carlos Augusto, Élio Trigo(2) e Melosa.
  - Juiz: Laert Lopes.
  - Renda: NCr$ 3.890,00.
- 03/03/1970:	Goytacaz	1	x	0	Americano	_	Taça Cidade de Campos	_	Godofredo Cruz.(2)
  - Americano: Haroldo; Cachola, Zé Henriques, Marlindo e Joaquim; Adalberto e César(Waltinho); Cidinho, Osmar(Dodô), Élio Trigo e Paulo Roberto.
  - Goytacaz: Jorge; Sérginho, Pereira, Paulo Tarcísio e Ipojucan; Paulinho e Vicente(Ricardo); Maurício, Carlos Roberto, Melosa e Joceir.
  - Gol: Melosa.
  - Juiz: José Carlos Pinheiro.
  - Público: 4.045 torcedores.
  - Renda: NCr$ 7.143,00.
- 19/04/1970:	Goytacaz	0	x	1	Americano	_	Campeonato Fluminense	_	Godofredo Cruz.(2)
  - Americano: Haroldo; Cachola, Zé Henriques, Marlindo e Cacau(Carlinhos); Adalberto e César; Cidinho(Osmar), Gilberto, Waltinho e Paulo Roberto.
  - Goytacaz: Jorge; Sérginho, Pereira, Paulo Tarcísio e Ipojucan; Dudu e Ricardo; Geraldo Braz(Carlos Augusto), Melosa(Paulinha), Carlos Roberto e Joceir.
  - Gol: Adalberto.
  - Juiz: Célio Couto.
- 02/05/1970:	Goytacaz	1	x	1	Americano	_	Campeonato Fluminense	_	Ary de Oliveira e Souza.(2)
  - Juiz: Alcides Rocha.
  - Público: 732 torcedores.
  - Renda: NCr$ 2.054,00.
- 06/09/1970:	Goytacaz	2	x	0	Americano	_	Campeonato Campista	_	Godofredo Cruz.(2)
  - Goytacaz: Zé Carlos, Ronaldo, José Ricardo, Paulinho e Ipojucá; Dudu e Ricardo; Correia, Geraldo Brás, Carioca e Joceir.
  - Americano: Haroldo, Irã, Cachola, Marlindo e Joaquim; Adalberto e César; Cidinho(Hélio), Gilberto, Messias(Dodô) e Valtinho.
  - Gols: Geraldo Brás e Carioca.
  - Juiz: Roberto Costa.
  - Renda: Cr$ 6.675,00.
- 13/12/1970:	Goytacaz	1	x	1	Americano	_	Campeonato Campista	_	Ary de Oliveira e Souza.(2)
  - Americano: Barbosa; Cachola, Zé Henriques, Marlindo e Saul; Adalberto e Waltinho(Cesar); Cidinho, Osmar, Gilberto e Messias(Paraense).
  - Goytacaz: Zé Carlos; Ronaldo, Pereira, Paulinho e Ipojucan; Ricardo e Carlos Roberto; Maurício, Geraldo Braz(Paulo Tarcísio), Joceir e Nilton Barreto.
  - Gols: Joceir e Gilberto.
  - Juiz: Gustavo de Almeida.
  - Público: 1.633 torcedores.
  - Renda: Cr$ 2.838,00.
  - Com este resultado, o Americano conquistou o Campeonato Campista de 1970.
- 04/02/1971:	Goytacaz	1	x	1	Americano	_	Taça Cidade de Campos	_	Godofredo Cruz.(2)
  - Goytacaz: Zé Amaro; Ronaldo, Paulinho, Zé Ricardo e Carlos Roberto; Corrêa, Geraldo Braz, Campista(Nilton Barreto) e Joacir.
  - Americano: Haroldo(Barbosa); Cachola, Zé Henrique, Marlindo e Joaquim; Waltinho(César) e Adalberto; Cidinho, Luís Carlos e Pinho.
  - Gols: Luís Carlos e Nilton Barreto.
  - Juiz: Ronaldo Soares Bastos.
  - Público: 2.314 pagantes.
  - Renda: Cr$ 3.973,00.
- 04/03/1971:	Goytacaz	1	x	2	Americano	_	Taça Cidade de Campos	_	Ary de Oliveira e Souza.(2)
  - Americano: Haroldo; Cachola, Zé Henrique(Biduca), Marlindo e Joaquim; Adalberto e César(Waltinho); Cidinho, Luís Carlos, Messias e Pinho.
  - Goytacaz: Zé Amaro, Ronaldo, Zé Ricardo, Paulinho e Ipojucan; Joaldo e Carlos Roberto; Corrêa, Ricardo, Geraldo Braz e Nilton Barreto(Joceir).
  - Gol: Luís Carlos, Geraldo Braz e Messias.
  - Juiz: Ronaldo Soares Bastos.
  - Renda: Cr$ 10.010,00.
  - Com este resultado, o Americano conquistou a Taça Cidade de Campos de 1971.
- 10/07/1971:	Goytacaz	2	x	2	Americano	_	Campeonato Campista	_	Ary de Oliveira e Souza.(2)
  - Americano: Barbosinha; Cachola, Zé Henriques, Altamir e Joaquim; Waltinho e Dudu; Luis Carlos(Messias), Chico e Paulo Roberto.
  - Goytacaz: Zé Amaro; Serginho, Ronaldo, Paulinho e Ipojucan; Bolão e Ricardo; Corrêa(Lima), Geraldo Braz, Osmar e Carlos Roberto.
  - Gols: Luís Carlos, Bolão, Chico e Geraldo Braz.
  - Juiz: Hilton Roque Lima.
  - Renda: Cr$ 7.694,00
- 22/09/1971:	Goytacaz	0	x	1	Americano	_	Campeonato Campista	_	Godofredo Cruz.(2)
  - Americano: Haroldo; Cachola, Zé Henrique, Mar lindo e Joaquim; Adalbero e Cesar(Dudu); Chico, Luís Carlos, Messias(Waltinho) e Paulo Roberto.
  - Goytacaz: Alamar; Serginho, Ronaldo, Paulinho e Pedrinho; Bahia(Alcir) e Carioca; Carrêa, Lima, Osmar e Bolão(Geraldo Braz).
  - Gol: Chico.
  - Juiz: Ronaldo Soares Bastos.
  - Público: 3.373 pagantes.
  - Renda: Cr$ 9.608,00.
  - Com este resultado, o Americano conquistou o Campeonato Campista de 1971.
- 17/12/1971: Goytacaz 2 x 1 Americano _ Torneio Municipal _ Ary de Oliveira e Souza.(2)
  - Com este resultado, o Goytacaz conquistou o Torneio Municipal de 1971.
- 12/03/1972:	Goytacaz 	1	x	2	Americano	_	Taça Cidade de Campos	_	Ary de Oliveira e Souza.(2)
  - Americano: Zé Amaro; Cachola, Biduca, Altamir e Joaquim; Adalberto e Dudu(Cesar); Lula(Marlindo), Chico, Luís Carlos e Paulo Roberto.
  - Goytacaz: Oliveira; Serginho, Valentim, Paulinho e Pedrinho; Ricardo e Rangel; Correa(Ronaldo), Carlos Roberto, Lima e Alcir(Maurício).
  - Gols: Ricardo, Luís Carlos e Chico.
  - Juiz: Orlando Almeida Nogueira.
- 23/03/1972:	Goytacaz	0	x	1	Americano	_	Taça Cidade de Campos	_	Ary de Oliveira e Souza.(2)
  - Americano: Zé Amaro; Cachola, Biduca, Marlindo e Joaquim; Altamir e Adalberto; Messias, Chico, Luís Carlos e Paulo Roberto.
  - Goytacaz: Oliveira; Serginho, Renaldo, Joézio e Ipojucan; Ricardo e Rangel; Correa, Osmar(Carlos Roberto), Lima e Bolão(Paulo Cezar).
  - Gol: Luís Carlos
  - Juiz: Orlando Almeida Nogueira.
  - Público: 4.907 pagantes.
  - Renda: Cr$ 13.567,00
- 27/06/1972:	Goytacaz	3	x	3	Americano	_	Campeonato Campista	_	Godofredo Cruz.(2)
  - Americano: Zé Amaro, Cachola, Zé Henrique, Marlindo(Biduça) e Joaquim: Cesar(Altamir) e Adalberto; Messias, Chico, Capetinha e Paulo Roberto.
  - Goytacaz: Oliveira, Serginho, Isaias, Valentim e Pedrinho; Rangel e Ricardo; Correa, Silvinho, Vanderlei e Bolão(Ricardo Sales).
  - Gols: Vanderlei(2), Ricardo, Adalberto, Messias e Paulo Roberto.
  - Juiz: Manoel Ângelo da Costa.
  - Renda: Cr$ 2.137,00.
- 14/09/1972:	Goytacaz	0	x	1	Americano	_	Campeonato Campista	_	Sem registro.(2)
- 04/10/1972:	Goytacaz	1	x	1	Americano	_	Campeonato Fluminense	_	Ary de Oliveira e Souza.(2)
- 03/11/1972:	Goytacaz	1	x	1	Americano	_	Campeonato Fluminense	_	Ary de Oliveira e Souza.(2)
- 28/11/1972: Goytacaz 1 x 2 Americano _ Torneio Mário Seixas _ Godofredo Cruz.(2)
  - Americano: Bodoque, Cachola, Zé Henrique, Marlindo e Joaquim; Adalberto e Capetinha; Ori(Messias), Chico, Luís Carlos e Paulo Roberto.
  - Goytacaz: Oliveira, Claudiomiro, Santos, Paulinho(Branco), Pedrinho(Ecler); Ricardo Sales e Ricardo Batata; Vanderley(Zé Rosa), Roberto, Silvinho e Chico.
  - Gols: Luís Carlos, Chico e Silvinho.
  - Juiz: Iaraí Silva.
- 22/12/1972: Goytacaz 2 x 3 Americano _ Torneio Mário Seixas _ Ary de Oliveira e Souza.(2)
- 11/02/1973:	Goytacaz	1	x	2	Americano	_	Taça Cidade de Campos	_	Ary de Oliveira e Souza.(2)
  - Americano: Bodoque; Cachola, Zé Henrique, Marlindo e Joaquim; Altamir e Capetinha; Luís Carlos, Chico, Tatalo e Paulo Roberto.
  - Goytacaz: Leônidas; Serginho, Isaías, Roberto Madeira e Ipojucan; Jocimar e Ricardo Batata; Zé Rosa(João Dalton), Alberis, Silvinho e Alcir.
  - Gols: Chico, Alcir e Chico.
  - Juiz: Manuel Agnelo.
  - Renda: Cr$ 7.670,00.
- 17/04/1973: Goytacaz 0 x 1 Americano _ Campeonato Fluminense _ Ary de Oliveira e Souza.(2)
- 18/07/1973:		Goytacaz		1	x	4	Americano _		Campeonato Campista	_	Ary de Oliveira e Souza.(2)
  - Americano: Bodoque, Cachola, Zé Henrique, Marlindo e Joaquim; Adalberto, Ico e Paulo Roberto; Messias, Chico e Calomeni(Osmar).
  - Goytacaz: Leônidas, Panela, Roberto Madeira, Isaías(Jocimar) e Eclair(Claudiomiro); Paulo Marcos, Ricardo e Chico; Correa, Alberis e Silvinho.
  - Gols: Alberis, Messias(2), Osmar e Chico.
  - Juiz: Ronaldo Soares Bastos.
  - Renda: Cr$ 7.546,00.
- 09/09/1973:	Goytacaz	2	x	1	Americano	_	Campeonato Campista	_	Ângelo de Carvalho.(2)
  - Gols: Silvinho, Paulo Roberto e Silvinho.
  - Juiz: Manuel Agnelo Costa Nascimento.
  - Renda: Cr$ 8.500,00.
- 05/10/1973:	Goytacaz	1	x	1	Americano	_	Campeonato Campista	_	Sem registro.(2)
  - Gols: Alberis e Paulo Roberto.
- 29/03/1974:	Goytacaz	2	x	2	Americano	_	Amistoso	_	Ary de Oliveira e Souza.(2)
  - Americano: Bodoque(Oliveira); Cachola, Zé Henrique, Luizinho e Capetinha(Joaquim); Adalberto, Ico(Rodrigo) e Paulo Roberto; Messias(Bitola e depois Ferreira), Tatalo(Wanderley e depois Dudu) e Chico(Baduca).
  - Goytacaz: Juvenal; Ricardo Batata, Beraldi, Mundinho e Ipojucan(Baleba); Paulo Marcos(Cicinho), Dudu(Mickey) e Naldo(Chico); Peixinho(Vivinho), Alberis e Tuquinha.
  - Gols: Peixinho. Paulo Roberto, Vivinho e Paulo Roberto.
  - Juiz: Orlando Almeida Nogueira.
- 02/06/1974:	Goytacaz	2	x	1	Americano	_	Campeonato Campista	_	Sem registro.(2)
- 13/08/1974:	Goytacaz	1	x	0	Americano	_	Campeonato Campista	_	Ângelo de Carvalho.(2)
  - Goytacaz: Juvenal; Eclair, Mundinho, Nad e Ipojucan; Ricardo Batata e Jocimar(Mickei); Naldo, Vandeir, Tuquinha e Chico Maravilha.
  - Americano: Bodoque; Cachola, Zé Henrique, Luizinho e Capetinha; Ico e Adalberto; Paulo Roberto, Messias, Chico e Tatalo.
  - Gol: Ipojucan.
  - Juiz; José Carlos Filho.
  - Renda: Cr$ 11.970,00.
- 21/08/1974:		Goytacaz		1	x	3		Americano _		Campeonato Campista _		Ary de Oliveira e Souza.(2)
  - Americano: Bodoque; Cachola, Zé Henrique, Luisinho e Capetinha; Adalberto e Ico; Paulo Roberto, Messias, Chico e Tatalo.
  - Goytacaz: Juvenal; Ecler, Mundinho, Nad(Campista) e Ipojucan; Ricardo, Jocimar e Naldo; Vandeir(Bira), Tuquinha e Chico.
  - Gols: Tuquinha, Paulo Roberto e Chico(2).
  - Juiz: Silvestre Campos Filho.
  - Renda: Cr$25.630,00.
- 24/08/1974:		Goytacaz		1	x	2		Americano _		Campeonato Campista _	Ary de Oliveira e Souza.(2)
  - Com este resultado, o Americano conquistou o Campeonato Campista de 1974.
- 26/11/1974: Goytacaz 1 x 2 Americano _ Taça Cidade de Campos _ Sem registro
  - Gols: Messias, Paulo Roberto e Naldo.
- 08/06/1975:	Goytacaz	1	x	0	Americano	_	Taça Cidade de Campos	_	Ary de Oliveira e Souza.(2)
  - Goytacaz: Juvenal, Totonho, Nad(Ricardo), Paulo Marcos e Júlio Cesar; Josimar(Alberis), Ricardo(Wilson) e Naldo; Pontixelli, Tuquinha e Chico.
  - Americano: Joelson, Zé Henrique, Guaraci, Luizinho e Capetinha; Adalberto, Ico e Silvinho; Messias, Chico e Paulo Roberto.
  - Gol: Alberis.
  - Juiz: Silvestre Campos Filho.
  - Renda: Cr$22.800,00.
- 11/06/1975:	Goytacaz	2	x	1	Americano	_	Taça Cidade de Campos	_	Ary de Oliveira e Souza.(2)
  - Goytacaz: Juvenal, Julinho, Paulo Marcos, Totonho, Júlio Cesar, Ricardo Batata, Jocimar(Wilson Bispo), Naldo, Pontixelli, Tuquinha e Chico Maravilha(Albéris).
  - Americano: Joélson, Paulo César, Guaraci, Luisinho, Capetinha, Ico(Mundinho), Adalberto, Silvinho, Corcel, Messias e Paulo Roberto.
  - Gols: Jocimar, Paulo Roberto e Pontixelli.
  - Juiz: Carlos Costa.
  - Com este resultado, o Goytacaz conquistou a Taça Cidade de Campos de 1975.
- 31/07/1975:	Goytacaz	0	x	1	Americano	_	Campeonato Campista	_	Ary de Oliveira e Souza.(2)
  - Americano: Bodoque, Nei Dias, Marcelo(Luisinho), Luís Alberto, Capetinha, Mundinho, Didinho, Luís Carlos, Chico, João Francisco e Paulo Roberto.
  - Goytacaz: Juvenal, Totonho, Paulo Marcos, Nad, Julio Cesar, Ricardo Batata, Naldo, Piscina(Jocimar, depois Alberis), Tuquinha, Pontixeli e Chico Maravilha.
  - Gol: Paulo Roberto.
  - Juiz: Silvestre Campos Filho.
  - Renda: Cr$ 32.625,00.
- 23/01/1976:	Goytacaz	2	x	3	Americano	_	Campeonato Campista	_	Ary de Oliveira e Souza .(2)
  - Americano: Dorival, Mundinho, Luisinho, Luís Alberto e Capetinha; Adalberto(Russo), Iço e Paulo Roberto, Luís Carlos, Rangel(Silvinho) e Dionísio.
  - Goytacaz: Juvenal, Totonho, Marcolino, Nad e Júlio César, Wilson e Naldo; Piscina, Pontixelli, Tuquinha e Chico.
  - Gols; Rangel, Tuquinha(2), Dionísio e Luís Carlos.
  - Juiz: Rubens de Souza Carvalho.
  - Renda: Cr$ 40.313,00.
- 29/01/1976:	Goytacaz	1	x	1	Americano	_	Campeonato Campista	_	Ary de Oliveira e Souza.(2)
  - Goytacaz: Miguel, Totonho, Marcolino, Nade e J. Cesar; Ricardo, Wilson Bispo e Naldo; Piscina, Tuquinha e Chico.
  - Americano: Dorival, Nei Dias, Luisinho, Luis Alberto e Capetinha; Russo, Ico e Paulo Roberto; Luís Carlos, Rangel e Dionísio.
  - Gols: Tuquinha e Capetinha.
- 10/02/1976:	Goytacaz	1	x	1	Americano	_	Campeonato Campista	_	Godofredo Cruz.(2)
  - Americano: Dorival; Nei Dias, Luisinho, Luis Alberto e Capetinha; Russo, Iço e Paulo Roberto(Wallace); Luís Carlos, Rangel e Dionisio.
  - Goytacaz; Miguel; Totonho, Paulo Marcos, Nad e Júlio César; Ricardo, Wilson e Naldo(Alexandre); Piscina, Pontixelli e Tuquinha.
  - Gols: Pontixelli e Dionísio.
  - Juiz: José Marçal.
  - Renda: Cr$ 60.588,00.
- 13/02/1976:	Goytacaz	0	x	0	Americano	_	Campeonato Campista	_	Godofredo Cruz.(2)
- 17/02/1976:	Goytacaz	0	x	1	Americano	_	Campeonato Campista	_	Godofredo Cruz.(2)
  - Americano: Dorival; Nei Dias, Luisinho, Luís Alberto e Capetinha; Ico, Russo e Rangel; Luís Carlos, Dionísio e Paulo Roberto.
  - Goytacaz: Miguel, Totonho, Paulo Marcos, Nad e Júlio César; Ricardo Batata, Wilson Bispo e Naldo(Pontixeli); Piscina, Tuquinha e Chico.
  - Gol: Paulo Roberto.
  - Juiz: José Roberto Wright.
  - Público: 8.125 pagantes.
  - Renda: Cr$ 115.055,00.
  - Com este resultado, o Americano conquistou o Campeonato Campista de 1975.
- 28/03/1976:	Goytacaz	1	x	1	Americano	_	Campeonato Carioca	_	Godofredo Cruz.(2)
  - Goytacaz: Miguel; Tita, Paulo Marcos, Marcolino e Batista; Ricardo Batata, Wilson Bispo e Piscina(Valmir); Tuquinha(Carnaval), Quico e Zé Neto.
  - Americano: Dorival (Castilho); Alberico, Luisinho, Luis Alberto e Danilo; Gerson (Ruço), Manuel (Ico) e Luís Carlos; Dionísio, Rangel e Paulo Roberto.
  - Gols: Dionísio e Zé Neto.
  - Juiz: Luís Carlos Félix.
  - Público: 3.485 pagantes.
  - Renda: Cr$ 69.220,00.
- 08/08/1976:	Goytacaz	0	x	2	Americano	_	Campeonato Carioca	_	Godofredo Cruz.(2)
  - Americano: Célio, Nei Dias, Adilço, Albérico e Capetinha; Índio, Ico(Manuel) e Paulo Roberto; Luís Carlos, Albéres e Rangel(Dionísio).
  - Goytacaz: Miguel(Samuel), Totonho, Paulo Marcos, Zé Rios e Tita; Ricardo Batata, Paúra e Jocimar; Piscina(Betinho), Zé Neto e Chico.
  - Gols: Luís Carlos e Dionísio.
  - Juiz: Rubens de Sousa Carvalho.
  - Público: 5.149 pagantes.
  - Renda: Cr$ 102.240,00.
- 03/02/1977 : Goytacaz 1 x 1 Americano _ Torneio Raul Linhares _ Godofredo Cruz.(2)
  - Americano: João Luís, Danilo, Adilço, Rubinho e Valdir; Índio, Manuel e João Carlos; César, Luisinho e David.
  - Goytacaz: Samuel, Totonho, Paulo Marcos, Zé Rios e Tita; Jocimar, Wilson e Carlinhos; Carnaval(Clayton), Chico(Celso) e Paulo Roberto(Ricardo).
  - Gols: Luisinho e Paulo Roberto.
  - Juiz: Silvestre Campos Filho.
- 09/02/1977: Goytacaz 0 x 1 Americano _ Torneio Raul Linhares _ Godofredo Cruz.(2)
  - Americano: João Luiz, Danilo, Adilço, Rubinho e Capetinha; Índio, Manuel(Abadia) e João Carlos; Luisinho(Alberis) e João Francisco(Cesar).
  - Goytacaz: Samuel, Totonho, Paulo Marcos, Joanito e Zé Rios; Ricardo, Wilson e Carlinhos(Jocimar); Piscina, Chico e Paulo Reina.
  - Gol: Manuel.
  - Juiz: Silvestre Campos Filho.
  - Renda: Cr$ 41.000,00.
  - Com este resultado, o Americano conquistou o Torneio Raul Linhares.
- 15/05/1977:	Goytacaz	0	x	0	Americano	_	Campeonato Carioca	_	Godofredo Cruz.(2)
  - Americano: Sanches, Marinho, Adilço, Rubinho, Capetinha. Índio, Manuel. Luís Carlos, João Francisco, João Carlos e Abadia(Gonzaga).
  - Goytacaz: Paulão, Totonho. Paulo Marcos, Zé Rios e Tita; Ricardo Batata e Wilson Bispo; Piscina (Alberis), Jocimar, Paulo Reina e Alcir.
  - Juiz: Rubens de Sousa Carvalho.
  - Público: 5.347 pagantes.
  - Renda: Cr$ 154.020,00.
- 29/06/1977:		Goytacaz		2	x	1		Americano _		Campeonato Campista	_ Ângelo de Carvalho.(2)
  - Americano: Célio, Marinho, Adilço, Rubinho e Valdir: Índio, João Carlos e Manuel; Luís Carlos, João Francisco(Serginho) e Abadia.
  - Goytacaz: Paulão, Sergio, Paulo Marcos, Zé Rios e Tita(Folha); Ricardo, Wilson e Jocimar(Santana); Piscina, Alberis e Chico.
  - Gols: Adiço, Alberes(2).
  - Juiz: Iaraí Silva.
  - Renda: Cr$ 14.000,00.
- 12/07/1977:	Goytacaz	1	x	1	Americano	_	Campeonato Campista	_	Ângelo de Carvalho. (2)
- 21/08/1977:	Goytacaz	0	x	0	Americano	_	Campeonato Carioca	_	Ary de Oliveira e Souza.(2)
  - Goytacaz: Acácio, Totonho, Paulo Marcos, Zé Rios e Tita; Ricardo Batata, Jocimar e Piscina; Armando(Alcir), Chico e Dôdi.
  - Americano: Sanches, Marinho, Adilço, Jorge Luís e Valdir; Índio, Manuel e Wilson; Luís Carlos, João Francisco e Capetinha(Abadia).
  - Juiz: Rubens de Souza Carvalho.
  - Público: 3.428 pagantes.
  - Renda: Cr$ 73.395,00.
- 30/10/1977:	Goytacaz	1	x	1	Americano	_	Campeonato Brasileiro 	_	Godofredo Cruz.(2)
  - Americano: Sanches; Marinho, Adilson, Jorge Luís e Valdir; Rubinho(Índio), Luís Carlos e Jaci(Souza); Luís Carlos II, Elmo e Almeida.
  - Goytacaz: Augusto; Totonho, Paulo Marcos, Marcos Vinícius e Tita; Ricardo Batata, Wilson Bispo e Coca; Piscina(Chico), Rogério Vescovis e Edu.
  - Gols: Paulo Marcos e Elmo.
  - Juiz: Amauri Ponciano.
  - Público: 5.970 pagantes.
  - Renda: Cr$ 167.000,00.
- 16/03/1978: Goytacaz 2 x 0 Americano _ Amistoso _ Ary de Oliveira e Souza.(2)
  - Goytacaz: Augusto, Totonho, Paulo Marcos, Folha e Cândido; Wilson, Coca e Manuel; Silvinho(Zé Rios), Chico(Zé Roberto) e Piscina.
  - Americano: Gato Félix, Marinho, Adilço, Eurico Souza e Capetinha; Índio(Souza), Batata e João Carlos(Luís Alberto); Oswaldino, Dario e Jacy.
  - Gols: Silvinho e Manuel.
  - Juiz: Mário Rui de Souza.
  - Renda: Cr$ 44.460,00.
- 26/03/1978:	Goytacaz	1	x	0	Americano	_	Campeonato Brasileiro 	_	Godofredo Cruz.(2)
  - Americano: Paulo Sérgio; Adilço, Eurico Souza, Marinho e Jorge Luís; Índio, Batata e Jaci(João Carlos); Souza(Luís Carlos II), Osvaldinho e Dario.
  - Goytacaz: Augusto; Totonho, Paulo Marcos, Folha e Tita;  Wilson Bispo, Coca e Manuel;  Chico Maravilha, Edu(Ronaldo) e Silvinho(Piscina).
  - Gol: Coca.
  - Juiz: José Henrique Ribeiro.
  - Público: 4.424 pagantes.
  - Renda: Cr$ 133.240,00.
- 20/08/1978: Goytacaz 0 x 1 Americano _  Amistoso _  Godofredo Cruz.(2)
  - Americano: Gato Félix; Marinho, Rubinho, Eurico Souza e Neneca; Índio, Ricardo Batata e Valdir; Oswaldinho(Bibi), Geraldinho e Serginho.
  - Goytacaz: Augusto; Genivaldo, Totonho, Folha e Tita; Carlinhos(Marquinhos), Wilson Bispo e Ronaldo; Silvinho, Zé Neto e Piscina.
  - Gols: Valdir.
  - Juiz: Silvestre Campos Filho.
  - Público: 1.791 pagantes.
  - Renda: Cr$ 49.000,00.
- 22/10/1978:	Goytacaz	1	x	1	Americano	_	Campeonato Fluminense	_	Godofredo Cruz.(2)
  - Americano: Paulo Sergio, Marinho, Sergio Nunes, Jorge Luís e Neneca; Índio, Ricardo Batata e César(Amaral); Geraldinho, Souza e Oswaldinho.
  - Goytacaz: Augusto, Totonho, Orlando, Folha e Tita; Marquinhos, Wilson e Manuel; Silvinho, Zé Neto e Elmo(Vanderley).
  - Gols: Jorge Luís(contra) e Souza.
  - Juiz: Wilson Carlos dos Santos.
  - Público: 5.226 pagantes.
  - Rendo: Cr$ 147.570,00.
- 26/11/1978:	Goytacaz	0	x	2	Americano	_	Campeonato Fluminense	_	Ary de Oliveira e Souza.(2)
  - Americano: Gato Félix; Valdir, Sergio Nunes, Adilço e Jorge Luís; Índio, César e Serginho; Geraldinho, Zé Sergio e Souza.
  - Goytacaz: Augusto; João, Orlando, Folha e Eurico Souza(Marquinhos); Wilson Bispo, Vanderley e Ronaldo; Piscina, Manuel(Binha) e Zé Neto.
  - Gols: Adilço e Serginho.
  - Juiz: Aloísio Felisberto da Silva.
  - Público: 3.653 pagantes.
  - Renda: Cr$ 102.015.00.
  - Mesmo com a derrota, o Goytacaz conquistou o Campeonato Fluminense de 1978.
- 14/12/1978: Goytacaz 3 x 2 Americano _ Taça Cidade de Campos _ Ary de Oliveira e Souza.(2)
  - Americano: Gato Félix, Valdir, Rubinho, Adilço e Jorge Luís; Índio, César e Souza; Geraldinho(Zé Sérgio), Alcides e Té(Serginho).
  - Goytacaz: Augusto, Totonho(Serginho e depois Carlinhos), Orlando, Folha e Eurico Souza; Marquinhos(Vanderley), Manuel e Ronaldo; Silvinho, Zé Neto e Binha.
  - Gols: Té, Geraldinho, Binha, Manuel e Silvinho.
  - Juiz: Silvestre Campos Filho.
  - Renda: Cr$ 54.000,00.
- 17/12/1978: Goytacaz 1 x 1 Americano _ Taça Cidade de Campos _ Godofredo Cruz.(2)
  - Americano: Gato Félix, Valdir, Rubinho, Adilço e Jorge Luís; Índio, César e João Carlos; Geraldinho, Alcides e Té.
  - Goytacaz: Augusto, Totonho, Orlando, Folha e Eurico Souza; Marquinhos, Manuel e Vanderlei; Silvinho(Jodias), Zé Neto e Binha(Adolfo).
  - Gols: Zé Neto e Té.
  - Juiz: Manuel Ângelo.
  - Cr$ 90.000,00.
  - Com este resultado, o Goytacaz conquistou a Taça Cidade de Campos de 1978.
- 18/02/1979:	Goytacaz	0	x	1	Americano	_	Campeonato Carioca Especial.	_	Godofredo Cruz.(2)
  - Goytacaz: Augusto, Totonho, Orlando Fumaça, Eurico Souza e Serginho; Manuel, Wilson Bispo(Afonsinho) e Vanderley; Piscina, Zé Neto e Ronaldo.
  - Americano: Paulo Sérgio, Marinho, Adilço, Rubinho e Tita; Índio, Serginho e João Carlos; Geraldinho(Ivo), Té e Alcides.
  - Gol: Alcides.
  - Juiz: Cláudio Garcia.
  - Público: 3.501 pagantes.
  - Renda: Cr$ 140.040,00.
- 08/04/1979:	Goytacaz	2	x	3	Americano	_	Campeonato Carioca Especial.	_	Godofredo Cruz.(2)
  - Americano: Paulo Sergio, Marinho, Paulo Marcos, Adilço e Waldir; Índio, Maguinho e Eraldo; Alcides, Té e Serginho(Ivo).
  - Goytacaz: Jorge Luís, Totonho, Folha, Eurico e Candido; Vanderlei(Carlinhos), Manuel e Ronaldo; Silvinho, Zé Neto e Júlio César.
  - Gols: Zé Neto, Silvinho e Té(3).
  - Juiz: Élcio Pessoa.
  - Público: 4.321 pagantes.
  - Renda: Cr$ 172.840,00.
- 20/05/1979:	Goytacaz	2	x	0	Americano	_	Campeonato Carioca	_	Godofredo Cruz.(2)
  - Goytacaz: Augusto, Carlinhos, Totonho, Folha e Candido; Vanderlei, Manuel, e Lino; Piscina, Elmo(Binha) e Ronaldo.
  - Americano: Paulo Sergio, Marinho, Paulo Marcos e Adilço e Valdir; Índio(André), Sérgio Fernandes, e Eraldo; Alcides, Té e Lima(Ivo).
  - Gols: Manuel(2).
  - Juiz: Valquir Pimentel.
  - Público: 4.022 pagantes.
  - Renda: Cr$ 201.100,00.
- 16/09/1979:	Goytacaz	0	x	0	Americano	_	Campeonato Carioca	_	Ary de Oliveira e Souza.(2)
  - Goytacaz: Augusto, Serginho, Fumaça, Totonho e Candido; Vanderlei, Manuel e Lino; Piscina, Zé Neto e Ronaldo(Alcimar).
  - Americano: Paulo Sérgio, Marinho, Adilço, Rubinho e Valdir; Índio, Sérgio Fernandes e Eraldo; Té (Sousa), Alcides e Sérgio Pedro.
  - Juiz: Elson Pessoa.
  - Público: 3.609 pagantes.
  - Renda: Cr$ 180.450,00.
- 03/11/1979:	Goytacaz	1	x	2	Americano	_	Campeonato Carioca	_	Godofredo Cruz.(2)
  - Americano: João Luis, Marinho, Sérgio Nunes, Rubinho e Valdir; Índio, Sérgio, Fernandes e Amaral; Luis Carlos, Té e Lima(Sérgio Pedro).
  - Goytacaz: Jorge Luis, Totonho, Fumaça, Folha e Candido; Merica(Hideraldo), Zé Neto e Ronaldo; Piscina, Elmo e Alcimar.
  - Gols: Luis Carlos, Té e Alcimar.
  - Juiz: Élson Pessoa.
  - Renda: Cr$ 155.280,00.
- 24/09/1980:	Goytacaz	2	x	3	Americano	_	Campeonato Carioca	_	Ary de Oliveira e Souza.(2)
  - Goytacaz: Jorge Luís, Totonho, Willer, Cleber e Serginho(Ronaldo); Vanderlei, Pio e Forro; Piscina, Índio. e Nivaldo.
  - Americano: Gato Felix, Marinho, Rubinho, Tita e Valdir(Hideraldo); Índio, Sousa e Lino; Zé Sergio, Té e Sergio Pedro.
  - Gols: Piscina, Té(2), Forró e Sergio Pedro.
  - Juiz: Paulo Antunes Filho.
  - Público: 4.124 pagantes.
  - Renda: Cr$ 494.880,00.
- 21/08/1983:	Goytacaz	2	x	2	Americano	_	Campeonato Carioca	_	Godofredo Cruz.(2)
  - Americano: Zé Carlos, Totonho, Ronaldo, Oliveira (Serjão) e Jorge Ivã: Índio. Fazoli e Gilson; Amarildo, Maciel e Sérgio Pedro.
  - Goytacaz: Jorge Luís; Ditinho, Genival, Cléber e Valtair; Cláudio Neves, Gilmar e Cláudio José (Vanderlei); Chiquinho, Petróleo e César.
  - Gols: Gilson, Gilmar, Maciel e Ditinho.
  - Juiz: Wilson Carlos dos Santos.
  - Público: 6.526 pagantes.
  - Renda: Cr$ 6.526.000,00.
- 06/11/1983:	Goytacaz	2	x	0	Americano	_	Campeonato Carioca	_	Ary de Oliveira e Souza.(2)
  - Goytacaz: Jorge Luís, Ditinho, Adriano, Gaúcho Lima e Valtair; Cléber, Cláudio Neves e Cláudio José: Marcos André(Luís Muller), Petróleo e César(Helinho).
  - Americano: Zé Carlos, Totonho. Ronaldo. Oliveira e César; Índio, Zé Roberto e Antônio Carlos(Merica); Amarildo, Maciel e Sérgio Pedro(Jairo).
  - Gols: Petróleo e Luís Müller.
  - Juiz: Valquir Pimentel.
  - Público: 6.900 pagantes.
  - Renda: Cr$ 6.900.000,00.
- 15/02/1984:	Goytacaz	2	x	0	Americano	_	Torneio Seletivo para Campeonato Brasileiro 2ªD	_	Ary de Oliveira e Souza.(2)
- 03/06/1984:	Goytacaz	0	x	1	Americano	_	Amistoso	_	Ary de Oliveira e Souza.(2)
  - Goytacaz: Jorge Luiz; Totonho, Genival, Cléber e Valtair; Claudio Neves, Gilmar e Mamão; Ditinho(Baianinho), Ronaldo e Cesar.
  - Americano: Amauri(Geraldo); Cesar, Ronaldo, Oliveira e Ebinho; Marcos Vinicius, Índio e Maguinho; Amarildo, Fernando e Sergio Pedro.
  - Gol: Índio.
  - Juiz: José Carlos Moura.
  - Público: 2.353 pagantes.
  - Renda: Cr$ 4.706,00.
  - Esta partida foi interrompida aos 16 minutos do segundo tempo devido briga generalizada entre os jogadores.
- 01/07/1984:	Goytacaz	0	x	1	Americano	_	Campeonato Carioca	_	Godofredo Cruz.(2)
  - Americano: Geraldo, Ebinho, Ronaldo, Oliveira e Marcus Vinícius; Índio, Dido e Maguinho; Té(Márcio), Fernando Batalha e Sérgio Pedro.
  - Goytacaz: Jorge Luís, Totonho, Abel, Gaúcho Lima e Valtair; Cléber(Ronaldo), Cláudio Neves, Zé Roberto; Baianinho, Gilmar e César.
  - Gol: Té.
  - Juiz: Wilson Carlos dos Santos.
  - Público: 4.224 pagantes.
  - Renda: Cr$ 12.672.000,00.
- 30/09/1984:	Goytacaz	0	x	0	Americano	_	Campeonato Carioca	_	Ary de Oliveira e Souza.(2)
  - Goytacaz: Gato Félix, Totonho. Abel, Gaúcho Lima e Rufino; Cláudio Neves, Ivair e Zé Roberto; Mário Jorge, Baltasar e César.
  - Americano: Tião. César, Ronaldo, Oliveira e Marcus Vinícius; Índio. Sousa e Sérgio Pedro; Batalha. Té e Sivaldo.
  - Juiz: Wilson Carlos dos Santos.
  - Público: 2.764 pagantes.
  - Renda: Cr$ 13.820.000,00.
- 15/09/1985:	Goytacaz	3	x	0	Americano	_	Campeonato Carioca	_	Ary de Oliveira e Souza.(2)
  - Goytacaz: Gato Félix, Ronaldo, Marcus Vinicius, Cléber e César; Rubens Galaxe, Fazoli (Edvaldo) e Sousa; Bel (Mário Jorge), Paulinho e Cosme.
  - Americano: Fernando, Jaílton, Paulo Marcos, Pagani e Rubens; Índio, Cláudio Neves(Vandinho) e Gilmar; Zé Carlos, Ferreira e Giba(Amarildo).
  - Gols: Bel, Sousa e Mário Jorge.
  - Juiz: Pedro Carlos Bregalda.
  - Público: 4.833 pagantes.
  - Renda: Cr$ 47.000.000,00.
- 10/11/1985:	Goytacaz	1	x	1	Americano	_	Campeonato Carioca	_	Godofredo Cruz.(2)
  - Americano: Geraldo, Ebinho, Luciano, Paulo Marcos e Abelardo; Índio, Gilmar e Vandinho; Zé Carlos, Amarildo e Zezé Gomes.
  - Goytacaz: Gato Félix, Totonho, Marcus Vinícius, Cléber e Ronaldo; Fazoli, Edvaldo e Amauri; Mamão, Arildo e Aroldo.
  - Gols: Edvaldo e Zé Carlos.
  - Juiz: José Carlos Moura.
  - Renda: Cr$ 51.840.000,00.
  - Público: 3.515 pagantes.
- 23/03/1986:	Goytacaz	1	x	1	Americano	_	Campeonato Carioca	_	Ary de Oliveira e Souza.(2)
  - Goytacaz: Jorge Luís, Valtair, Genival(Gilberto), Cléber e Paulo Renato; Cláudio Neves, Gilmar e Sena(Paulinho); Clóvis, Leandro e Cosme.
  - Americano: Geraldo, Marquinhos, Paulo Marcos, Janote e Getúlio; Buga, Mamão(Carlos Alberto) e Luís Alberto; Amarildo, Ferreira e Márcio.
  - Gols: Sena e Luís Alberto.
  - Juiz: José Carlos Moura.
  - Público: 4.776 pagantes.
  - Renda: Cz$ 93.730,00.
- 13/07/1986:	Goytacaz	0	x	1	Americano	_	Campeonato Carioca	_	Godofredo Cruz.(2)
  - Americano: Junior, Cocada, Fred, Janotti e Jaílton; Índio, Marquinhos e Luís Roberto; Amarildo, Carlos Alberto(Gilson) e Marcinho(Rogério).
  - Goytacaz: Jorge Luís, Zé Paulo, Gilberto(Amaral), Cléber e Paulo Renato; Haroldo, Cláudio Neves(Leandro) e Edivaldo; Bel, Sena e Paulinho.
  - Gol: Marcinho.
  - Juiz: Luís Carlos Gonçalves.
  - Renda: Cz$ 63.700,00.
  - Público: 3.273 torcedores.
- 07/09/1986:	Goytacaz	0	x	1	Americano	_	Campeonato Brasileiro 2ªD	_	Ary de Oliveira e Souza.(2)
  - Gol: Luís Alberto.
  - Renda: Cz$ 73.635,00.
  - Público: 2.516 torcedores.
- 1986:	Goytacaz	1	x	0	Americano	_	Amistoso	_	Sem registro. (1)
- 15/04/1987:	Goytacaz	1	x	1	Americano	_	Campeonato Carioca	_	Ary de Oliveira e Souza.(2)
  - Goytacaz: Jorge Luís, Zé Paulo, Amaral, Cléber e Valtair; Aroldo, Zó e Luís Alberto; Fazoli(Bel), Kel e Paulinho(Marcos André).
  - Americano: Geraldo. Ebinho, Fred, Douglas Abelardo; Índio. Gilmar e Gilson; Amarildo, Afrânio e Marcinho(Marquinhos).
  - Gols: Afrânio e Zé Paulo.
  - Juiz: Luís Carlos Gonçalves.
  - Público: 5.076 pagantes.
  - Renda: Cz$ 304.560.
- 07/06/1987:	Goytacaz	0	x	0	Americano	_	Campeonato Carioca	_	Godofredo Cruz.(2)
  - Americano: Geraldo, Edinho, Fred, Marquinhos e Abelardo; Índio, Gilson e Gilmar; Amarildo, Afrânio e Marcinho.
  - Goytacaz: Jorge Luís.  Zé Paulo. Amaral, Paulo Renato(Carlito) e Valtair; Haroldo, Fazoli(Kel) e Luís Alberto; Paulinho. Zó e Cosme.
  - Juiz: Renê do Amaral.
  - Público: 1.575 pagantes.
  - Renda: Cz$ 126.170.
- 1987:	Goytacaz	1	x	0	Americano	_	Amistoso	_	Sem registro. (1)
- 23/03/1988:	Goytacaz	1	x	1	Americano	_	Campeonato Carioca	_	Ary de Oliveira e Souza.(2)
  - Goytacaz: Cláudio, Renato, Zé Paulo, Valtair e Del; Fazoli, João Cláudio e Paulinho; Bel, Amarildo e Edvaldo.
  - Americano: Júnior, Getúlio. Luciano, Geovani e Cristóvão; Índio, Gílson (Gilmar) e Luís Alberto; Amarildo, Carlinhos Mineiro e Marcinho.
  - Gols: Carlinhos Mineiro e Bel.
  - Juiz: Luís Carlos Félix.
  - Público: 3.366 pagantes.
  - Renda: Cz$ 716.700.
- 10/04/1988:	Goytacaz	1	x	1	Americano	_	Campeonato Carioca	_	Godofredo Cruz.(2)
  - Americano: Júnior, Jaílton, Luciano, Geovani e Abelardo; Índio, Marquinhos e Luís Alberto: Carlinhos Mineiro, Alexandre e Marcinho.
  - Goytacaz: Cláudio, Zé Paulo, Amaral, Deo e Valtair; Fazoli, João Cláudio e Amarildo; Bel, Paulinho e Edvaldo.
  - Gols: Jaílton e Bel.
  - Juiz: João José Loureiro.
  - Público: 2.801 pagantes.
  - Renda: Cz$ 603.900.
- 29/05/1991:	Goytacaz	0	x	1	Americano	_	Copa Rio	_	Godofredo Cruz.(3)
- 26/06/1991:	Goytacaz	1	x	0	Americano	_	Copa Rio	_	Ary de Oliveira e Souza.(3)
- 17/11/1991:	Goytacaz	0	x	1	Americano	_	Campeonato Carioca	_	Godofredo Cruz.(3)
  - Americano: Zé Carlos; Serginho, Flávio, Parajú e Paulo Renato; Carlos, César, Jocimar; Amarildo, Luisinho e Edvaldo.
  - Goytacaz: Geraldo; Marcos, Fernando, Paulo Roberto e Ademir; Ilson, Pimpolho, Gilmar e Pelica; Edu e Paulo Dias.
  - Gol: Luisinho.
  - Juiz: Aloísio Viug.
  - Público: 2.486 torcedores.
  - Renda: Cr$ 4.972.000,00.
- 10/05/1992:	Goytacaz	2	x	2	Americano	_	Copa Rio	_	Godofredo Cruz.(3)
- 28/06/1992:	Goytacaz	0	x	0	Americano	_	Copa Rio	_	Ary de Oliveira e Souza.(3)
- 22/11/1992:	Goytacaz	1	x	1	Americano	_	Campeonato Carioca	_	Godofredo Cruz.(3)
  - Americano: Joelson; Ronaldo, Vanderlei, Nabor e Eraldo; Vander Luís, Gui e Pelica; Amarildo, Viana e Ziza.
  - Goytacaz: Jarbas; Alex, Paraju, Paulo Roberto e Eduardo; Pimpolho, André, Dario e Silas; Edu e Chiquinho.
  - Gols: Silas e Viana.
  - Renda: Cr$ 25.024,00.
- 10/10/2003:	Goytacaz	1	x	0	Americano	_	Campeonato Brasileiro 3ªD	_	Ary de Oliveira e Souza.(3)
- 15/10/2003:	Goytacaz	0	x	1	Americano	_	Campeonato Brasileiro 3ªD	_	Godofredo Cruz.(3)
- 02/03/2013:	Goytacaz	2	x	1	Americano	_	Campeonato Carioca 2ªD	_	Ary de Oliveira e Souza.(4)
  - Goytacaz: Anísio, Claydir, Talis, Diego Padilha, Jorginho, Ricardo Oliveira(Raphael), Jaiminho, Marcio Bambu(Flavio Pinto), Bóvio, Clodoaldo e Laio(Nardo).
  - Americano: Macula, Eloy, Vinícius, Laerte, Abuda(Juninho), Júlio Cesar, Espinho, Dejavan, Isac, Damião(Murilo) e Diego(Leonardo).
  - Gols: Isac, Júlio Cesar(contra) e Clodoaldo.
  - Juiz: Marcelo de Lima Henrique.
  - Público: 5.000 pagantes.
  - Renda: R$ 80.000,00.
- 30/04/2014:	Goytacaz	1	x	0	Americano	_	Campeonato Carioca 2ªD	_	Claudio Moacir de Azevedo.(4)
  - Americano: Adilson, Luan, Vinícius, Dudu, Espinho, Jader, Neto(Fabiano), Franklin, Ricardo, Mossoró(Miranda) e Baiano(Dieguinho).
  - Goytacaz: Erivelton, Renan(Filippe), Elson, Vladimir, Wallace, Índio, Bruno Brito, Jeffinho(Wellington Leão), Rafael Rebelo, Bóvio e Paquetá(Valdeir).
  - Gol: Bruno Brito.
  - Juiz: Wagner do Nascimento Magalhães.
  - Público: 900 pagantes.
  - Renda: R$ 14.000,00.
- 30/05/2015: Goytacaz  2 x 2  Americano _ Campeonato Carioca 2ªD _ Ary de Oliveira e Souza.(4)
  - Americano: Vander, Anderson Kunzel, Ramon, Espinho e Noel; Abuda(Bruno Jesus), Yuri(Thiago Correa) e Ramon Costa(Nikson); Adrianinho, Léo Guerreiro e Philip.
  - Goytacaz: Anderson, Sassá, Rodrigo Lacraia, Édson e Diego; Renan, Cleiton, Bóvio(Flávio Pinto) e Rondinelli(Allan Junior); Rael(Miguel) e Wandinho.
  - Gols: Rodrigo Lacraia, Rondinelli e Philip(2).
  - Juiz: Luís Antônio Silva.
  - Público: 5.000 pagantes.
  - Renda: R$ 90.000,00.
- 12/06/2016: Goytacaz 1 x 2 Americano_ Campeonato Carioca 2ªD _ Ary de Oliveira e Souza. (4)
  - Goytacaz: Jefferson; Felipe Foca, Rodrigo Lacraia, Jefferson Bahia e Marcos Felipe; Joel, Jacaré (Pintinho), Ricardo Bóvio (Gabriel) e Rondinelli; Nikson(Almir) e Diniz.
  - Americano: Vander; Paulinho, Rhayne, Douglas e Tiago Corrêa; Alan, Abuda (Anderson Kunzel), Ramon Costa (Philip) e Adrianinho; Juninho Bolt e Pimenta (Douglas Caé).
  - Gols: Alan, Juninho Bolt e Diniz.
  - Juiz: Wagner do Nascimento Magalhães.
  - Público: 1.118 pagantes.
  - Renda: R$ 42.150,00.
- 05/07/2017: Goytacaz 2 x 1 Americano_Campeonato Carioca 2ªD_Ary de Oliveira e Souza. (4)
  - Goytacaz: Paulo Henrique; Almir, Cleiton, Edson(Lucas) e Lucas Tavares; Jefinho(Gabriel), João Vitor, Galhardo e Oliveira(Rodriguinho); Igor e Luquinha(Jacozinho).
  - Americano: Adilson; Wander(Geovani), Thiago, Espinho e Nunu(Carlos André); Léo(Vitão), Flavio, Rafinha e Paulista; Jairo e Ferrugem.
  - Gol: Igor, Thiago e Cleiton.
  - Juiz: Marcelo de Lima e Henrique.
  - Público: 5.800 torcedores.
  - Renda:  R$97.200,00.
- 12/08/2017: Goytacaz 0 x 0 Americano_Campeonato Carioca 2ªD_Ary de Oliveira e Souza. (4)
  - Americano: Adilson; Ferrugem(Romário), Henrique, Espinho e Rafinha; Abuda, Flavio, Wander e Paulista(Paulo Roberto); Jairo e Geovani(Carlos André).
  - Goytacaz: Paulo Henrique; Tenente, Cleiton, Edson e Almir; Jefinho, João Vitor(Pierre), Galhardo e Leandro Cruz(Gabriel); Oliveira e Luquinha(Rodriguinho).
  - Juiz: Marcelo de Lima e Henrique.
  - Público: 4.153 torcedores.
  - Renda:  R$73.860,00.
- 16/09/2017: Goytacaz 1 x 0 Americano_Campeonato Carioca 2ªD_Eduardo Guinle. (4)
  - Americano: Adilson; Wander, Thiago, Espinho e Rafinha; Abuda, Flavio, Geovani(Daniel) e Paulo Roberto(Nunu); Jairo(Romário) e Carlos André.
  - Goytacaz: Paulo Henrique; Tenente, Cleiton, Edson(Lucas) e Almir; Jefinho(Luquinha), João Vitor, Galhardo e Leandro Cruz(Pierre); Luan e Rodriguinho.
  - Gol: Luquinha.
  - Juiz: Wagner do Nascimento Magalhães.
  - Público: 1.318 torcedores.
  - Renda:  R$26.040,00.
  - Com esse resultado, o Goytacaz conquistou o acesso a primeira divisão do Campeonato Carioca.
- 27/12/2018: Goytacaz 1 X 1 Americano_Campeonato Carioca 2019_Ary de Oliveira e Souza.(4)
  - Goytacaz: Paulo Henrique; Tenente, Cleiton, Adalberto e Erick Daltro; Ernani(Yan), Michel(Luquinha), João Vitor e Gabriel Galhardo; Edinho(Diego Macedo) e Douglas Oliveira.
  - Americano: Luis Henrique; Léo Rosa, Admilton, Gabriel e Rafinha; Júnior Santos(Abuda), Sanderson (Espinho), Vandinho, Gustavo e Flamel; Romário.
  - Gols: Ernani e Romário.
  - Juiz: Bruno Arleu de Araújo.
  - Público: 2.833 torcedores.
  - Renda: R$52.720,00.

Fontes

## Estatísticas do Goyta-Cano
- Total de jogos: 234
- Vitórias do Goytacaz: 78
- Vitórias do Americano: 82
- Empates: 74
- Gols do Goytacaz: 327
- Gols do Americano: 325
- Maior goleada do Goytacaz: 6 a 0 em 1943, Campeonato Campista .
- Maior goleada do Americano: 6 a 1 em 1966, Campeonato Campista .

Obs.: Nesta estatística estão faltando jogos pela Liga de Campos em 1917, 1918 e 1924 (Campos campeão), 1928 e 1929 (Rio Branco campeão), 1932 (Goytacaz e Campos campeões conjuntamente), 1943 (3º turno),1947 (2º turno), 1956 (Campos campeão), 1958, 1961 e 1962, (Rio Branco campeão) e a maior parte das partidas amistosas e de diversos torneios.